# 松が丘 (所沢市)
松が丘（まつがおか）は、埼玉県所沢市の町名。現行行政地名は松が丘一丁目および二丁目。郵便番号359-1132。

## 地理
南端に東京都東村山市との都県境に位置し、北で久米、東で荒幡、南で東京都東村山市諏訪町多摩湖町と接する。東に松が丘一丁目西に松が丘二丁目が置かれる。狭山丘陵の一角に西武グループが開発した住宅地の一つで、「環境共生住宅団地」の認定を受けており、「さいたま景観賞」を受賞した。なお、現行行政地名であり分譲地名でもある「松が丘」の「が」は、同様の地名でよく見られる「ケ」ではなく平仮名の「が」を使用している。

### 地価
住宅地の地価は、2015年（平成27年）1月1日の公示地価によれば、松が丘2丁目41番16の地点で12万5000円/m2となっている。

## 歴史

### 沿革
- 1889年（明治22年）4月1日 - 町村制施行に伴い、入間郡荒幡村、久米村の村域となる。北秋津村を含め3村で吾妻組合村となる。
- 1891年（明治24年）6月1日 - 吾妻組合村内の荒幡村・久米村・北秋津村が合併し、一帯が吾妻村大字荒幡・久米となる。
- 1943年（昭和18年）4月1日 - 吾妻村が所沢町・小手指村・富岡村・山口村・松井村と合併し、所沢町大字荒幡・久米となる。
- 1981年（昭和56年）3月 - 西武不動産により、松が丘地区の分譲販売開始。
- 1993年（平成5年）10月15日 - 所沢市大字久米・荒幡の松が丘地区の町名・地番変更により、松が丘一・二丁目が成立。

## 世帯数と人口
2017年（平成29年）9月30日現在の世帯数と人口は以下の通りである。
| 丁目         | 世帯数    | 人口    |
| ------------ | --------- | ------- |
| 松が丘一丁目 | 672世帯   | 1,615人 |
| 松が丘二丁目 | 734世帯   | 1,775人 |
| 計           | 1,406世帯 | 3,390人 |

## 小・中学校の学区
市立小・中学校に通う場合、学区は以下の通りとなる。
| 丁目         | 番地 | 小学校             | 中学校             |
| ------------ | ---- | ------------------ | ------------------ |
| 松が丘一丁目 | 全域 | 所沢市立南小学校   | 所沢市立南陵中学校 |
| 松が丘二丁目 | 全域 | 所沢市立荒幡小学校 | 所沢市立南陵中学校 |

## 交通

### 鉄道
地内に鉄道は引かれていない。西武西武園線西武園駅が最寄り。また、西武多摩湖線多摩湖駅も利用可能。

### バス
西武バス
所沢駅西口〜西武園駅線・所18系統（将軍塚-悲田処跡-水天宮下-松が丘中央-峰の下-南大谷公園-松が丘西）下車

### 道路
- 松が丘中央交差点
- 松が丘西交差点

## 施設
- 遊水地
- 松が丘緩衝4号緑地
- 松が丘5号緑地
- 八国公園
- 八国山緑地（一部）
- 松が丘中央会館
- 大谷公園
- 西武松が丘団地

## 史跡
- 将軍塚